# Джаклин Брискин
Джаклин Брискин (на английски: Jacqueline Briskin) е британско-американска писателка, авторка на бестселъри в жанровете исторически и съвременен любовен роман.

## Биография и творчество
Джаклин Орджъл Брискин е родена на 18 декември 1927 г. в Лондон, Англия, в семейството на Спенсър и Марджъри Орджъл. През 1944 г. те се преместват в САЩ и се натурализират. Учи в гимназията в Бевърли Хилс, Калифорния и завършва през 1945 г. В продължение на две години учи в Южнокалифорнийския университет, но прекъсва след като се омъжва.
На 9 май 1948 г. се омъжва за Бертрам Норман „Берт“ Брискин, който е служител на петролна компания, а по-късно става неин агент. Имат три деца. Берт Брискин умира на 16 юли 2004 г. от болестта на Алцхаймер.
През 1964 г. се записва във вечерен литературен курс към Южнокалифорнийския университет наречен „Изкуството на художествената литература“ решавайки, че ще се изучават книги, но той се оказва курс по творческо писане. Завършвайки го сама започва да пише.
Първият роман на Джаклин Брискин „Калифорнийско поколение“ (California Generation) е издаден през 1970 г. и отразява живота на бурните 60-те години на 20 век. Той става бестселър и стартира нейната писателска кариера. Следват още 11 романа, които пише до 1995 г., след което се отказва, за да се грижи за съпруга си, който е болен от Алцхаймер. Нейните романи често са в списъците на бестселърите на „Ню Йорк Таймс“. Те са преведени на 26 езика и са издадени в над 23 милиона копия по целия свят.
Джаклин Брискин живее в Лос Анджелис. Умира от инфаркт на 24 декември 2014 г. в Санта Моника.
Синът ѝ Ричард Брискин също е писател с псевдонима Ричард Сандс.

## Произведения

### Самостоятелни романи
- California Generation (1970)
- After Love (1974)
- Decade (1981)
- Everything and More (1983)
- Too Much Too Soon (1985)
Три съдби, изд.: ИК „Бард“, София (1997), прев. Даниела Кьорчева
- Dreams Are Not Enough (1987)
Мечти само не стигат, изд. „Хипнос“ (1994), прев. Тодор Стойчев
- The Naked Heart (1989)
Коварство и красота, изд. „Калпазанов“ Габлово (1996), прев. Румяна Делиева
- The Other Side of Love (1991)
Другата страна на любовта, изд. „Калпазанов“ Габлово (1997), прев.
- The Crimson Palace (1995)

### Серия „Семейство ван Влайът“ (Van Vliet Family)
1. Rich Friends (1976)
2. Paloverde (1978)
Хроника на страстта, изд.: ИК „ЕРА“, София (1999), прев. Кунка Христова
3. The Onyx (1982)